# Dariivka (Krupske), Kirovohrad
Dariivka (în ucraineană Дар`ївка) este un sat în comuna Krupske din raionul Kirovohrad, regiunea Kirovohrad, Ucraina.

## Demografie
Componența lingvistică a localității Dariivka
     Ucraineană (94,74%)
     Rusă (5,26%)
Conform recensământului din 2001, majoritatea populației localității Dariivka era vorbitoare de ucraineană (94,74%), existând în minoritate și vorbitori de rusă (5,26%).